# Le Clown
Pour les articles homonymes, voir Le Clown (homonymie).
Le Clown (Der Clown) est au départ deux téléfilms allemands de 90 minutes, et devient par la suite une série télévisée allemande de 44 épisodes de 45 minutes créée par Hermann Joha et Claude Cueni et diffusée entre le 3 novembre 1996 et le 11 octobre 2001 sur RTL. Elle s'achèvera par un film en 2005.
En France, cette série a été diffusée à partir du 2 juillet 1999 sur M6 puis rediffusée sur W9, Série Club, Paris Première et 6ter. Au Québec, elle a été diffusée à partir de février 2000 sur Séries+.

## Synopsis
À la mort de son ami, Max Zander devient un justicier dont le visage est caché par un masque de clown. Poursuivi par la police, il combat l'injustice.

## Accroche
- Saisons 1 et 2 : « Sur la tombe de ses parents, disparus dans des circonstances terribles, Max Zander se jure de lutter toute sa vie contre le crime et le terrorisme. Il devient l'un des meilleurs agents d'un groupe d'intervention d'élite. Au cours d'une périlleuse mission, son meilleur ami se fait tuer sous ses yeux. Pour défendre le droit et la justice, il décide de mourir et de renaître comme un fantôme : le Clown est né. Max Zander est le Clown ! »
- Saison 3 et 4 : « Pour venger la mort de son meilleur ami, l'agent spécial Max Zander devient le Clown. Pourchassé par la police, il combat à sa façon le crime et l'injustice. Aidé de ses amis Claudia et Dobbs, le prix à payer est si lourd qu'il finit par renoncer en déposant les armes et son masque. Mais dans l'ombre, une organisation secrète le persuade de reprendre sa mission et de continuer le combat. Max Zander est le Clown ! »

## Distribution

### Acteurs principaux
- Sven Martinek (VF : Emmanuel Jacomy) : Maximilian "Max"  Zander/Max Hecker/Le Clown
- Diana Frank (VF : Rafaele Moutier) : Claudia Diehl
- Thomas Anzenhofer (VF : Thierry Buisson) : Tobias « Dobbs » Steiger
- Volkmar Kleinert (de) (VF : Rémy Darcy) : Joseph Ludowski (saisons 1 à 3 épisode 2)

### Acteurs secondaires
- Andreas Schmidt-Schaller (de) (VF : Bernard Alane puis Marcel Guido) : Commissaire Führmann
- Max Müller (de) (VF : Éric Aubrahn) : Chris (Voiture possédée: BMW série 3, E 36) (saison 1 et 2)
- Erdoğan Atalay : Sami Gerçan (Semir Gerkhan en VO) (apparition en caméo dans les téléfilms Vengeance masquée et Ennemis de toujours, non crédité au générique)
- Mark Keller : André Fux (apparition en caméo dans le téléfilm Ennemis de toujours, non crédité au générique)

## Personnages
- Max Zander : Max est un policier au principe pur qui est d'agir contre le terrorisme et les marchés illégaux. Alors qu'il venait de rentrer de mission, il retrouve son vieil ami Leo  avec qui il a partagé plusieurs missions. Les deux amis, très liés, étaient comme des frères. Leo  étant sur une affaire très complexe, menée par son patron Ludowski, Max est prêté par la WIPA à la demande de Ludowski, afin de mettre la main sur le criminel. Mais la voiture de Leo  est piégée et Max assiste impuissant à la mort de son ami. Il décide de se battre sous la forme d'un justicier appelé le Clown (ce pseudonyme lui est inspiré d'un masque qu'il trouve dans une caravane abandonnée). Il sera accompagné dans ses aventures par Claudia Diehl, une journaliste, Dobbs, un mécanicien et pilote d'hélicoptère et de son ancien patron Ludowski, qui se charge de lui trouver des missions. Au départ, Max est satisfait du résultat de ses interventions, mais il est contraint de se faire passer pour mort afin que la police ne puisse pas faire le rapprochement entre lui et le masque. Obligé de vivre caché, il finit par se lasser de cette vie, lorsque Ludowski (qu'il finira par considérer comme un père) est tué par un mercenaire revanchard. Max venge la mort de son patron, mais, profondément affecté par sa disparition, il décide de renoncer à son métier de justicier et de reprendre une vie ordinaire grâce à un coffre que Ludowski lui a légué (qui contenait des papiers officiels qui auraient rendu à Max une vie parfaitement normale). Pourtant, une organisation secrète le persuade de continuer à agir sous la forme du Clown. Max reprend alors du service, toujours épaulé par Dobbs et Claudia. Toutefois, cette dernière finit par être tuée, lors d'une mission avec Dobbs et Max, pour empêcher l'attaque d'un transport de documents confidentiels, par un redoutable trafiquant, Zorbek. Après la mort de Claudia, Max Zander décide de poser le masque, et reprend alors une vie normale. Mais l'assassin de Claudia a caché des plans volés dans un centre commercial. Max décide d'y prendre un poste d'agent de sécurité, en attendant que Zorbek refasse surface pour récupérer ses plans, afin de revoir celui qui a ôté la vie à son amie. Quatre ans ont passé, et Zorbek est revenu chercher les plans. Max décide d'en finir une bonne fois pour toutes avec lui et reprend du service et remet son masque une dernière fois afin de sauver la jeune sœur de Claudia, Leah, kidnappée par ce même terroriste. Max venge la mort de Claudia en tuant Zorbek ainsi que son amante et bras droit Mona avec l'aide de Dobbs, Leah et de son ancien ennemi devenu un ami le commissaire Führmann. Il finit en couple avec Leah.
- Claudia Diehl : au début de la série, Claudia travaille dans une station essence et rencontre Max alors qu'il passait par là uniquement par hasard. Alors que Max emprunte sa moto, elle finit par se mettre en colère contre lui car il ne lui rendit que le couvercle de l'essence. Mais cette colère est en fait un sentiment d'amour que Claudia n'osera pas avouer à Max même quand celui-ci aura une histoire d'amour avec la sœur de son ami Leo . Bien que ce sentiment soit partagé, il faudra attendre la fin de la série pour que ce sentiment soit avoué, mais Claudia finira par se faire tuer et les deux amoureux ne pourront jamais s'aimer au grand jour. Elle sera vengée 4 ans plus tard dans le film "Le Clown : Payday" qui conclut la série, quand Max, Dobbs et sa sœur Leah tuent Zorbek ainsi que son amante et bras droit Mona.
- Tobias « Dobbs » Steiger : Dobbs est un ami de Max. Les deux hommes se sont connus à l'armée, alors que Dobbs était pilote d'hélico dans le régiment où travaillait Max. Les deux hommes nourrissent une belle complicité et se considèrent presque comme des frères. Au départ de la série, Dobbs possède une entreprise « sérieuse »"(comme il aime le dire) de compagnie d'hélico, mais n'hésite pas à faire partie des combines de Max pour lutter contre le terrorisme. Le personnage de Dobbs est très proche d'un homme des cavernes, mais gagnera en connaissance, responsabilité et bonnes manières grâce à Ludowski qu'il considéra comme un père jusqu'à sa mort. Lors de son enterrement, Dobbs dépose sur son cercueil une bonne bouteille de vin identique à celle que les deux hommes avaient savourée (un vin ça ne se sirote pas, il se savoure comme lui avait enseigné Ludowski). Bien qu'il soit au centre du trio, Dobbs n'a jamais tenté de créer la zizanie dans le couple Claudia et Max. Il est même l'un des seuls personnages à reconnaître l'amour qui les unit. Il considère Claudia comme une sœur, bien qu'il la demande en mariage, pensant que Max partait pour l'Australie (mais ce n'était qu'une blague). Dans le film "Le Clown : Payday" qui conclut la série, il est en couple avec Antonia et aide Max et Leah à venger la mort de Claudia en participant à la mort de Zorbek et de son amante et bras droit Mona.
- Joseph Ludowski (saison 1 et 2) : Ludowski est au départ le chef d'un groupe d'intervention de police allemande. C'est grâce à lui que Max se fait passer pour mort, afin qu'il puisse agir sous la forme du justicier le Clown, quitte à risquer sa place dans la police. Il finit par démissionner de son poste pour ouvrir un cabinet d'avocat afin d'aider au mieux Max à lutter contre le terrorisme. À la fin de la saison 2, il est pourchassé par un mercenaire que Max avait précédemment combattu et laissé pour mort. Celui-ci kidnappe Ludowski afin d'obliger Max à venir le retrouver sur un parking pour un ultime combat. Ludowski meurt poignardé par le tueur et rend son dernier souffle sous les yeux de Max. Les dernières paroles de Ludowski furent (C'était la dernière mission du Clown) et cela en lui donnant les clefs d'un coffre contenant des papiers d'identité afin que Max puisse reprendre une vie ordinaire.

## Autour de la série
- Au départ le rôle de Ludowski ne devait pas s'arrêter, mais l'acteur souhaitant arrêter la série, les producteurs ont orchestré sa mort à la fin de la saison 2 et ont permis de créer l'organisation secrète, mais cela a créé un remaniement complet de la série.
- La mort de Claudia, n'a pas été vue d'un bon œil des fans de la série, au contraire ils auraient préféré que son personnage reste en vie, afin qu'elle puisse couler des jours heureux avec Max.
- Le film était au départ une occasion pour les producteurs de relancer la série avec un trio différent (Claudia aurait été remplacée par sa sœur), mais le succès n'étant pas au rendez-vous le jour de la sortie du film, le projet fut abandonné.
- Plusieurs fins avaient été pré-écrites, mais celle choisie par les producteurs fut pour eux la meilleure fin possible pour clore la série.
- Deux cross-over avec Alerte Cobra ont eu lieu[3]. Dans le téléfilm Vengeance masquée, Erdoğan Atalay reprend brièvement son rôle de Sami Gerçan (Semir Gerkhan en VO) et intervient après un accident sur l'autoroute. Erdoğan Atalay et Mark Keller font aussi une apparition dans le deuxième téléfilm Enemis de toujours. Les deux acteurs reprennent leurs rôles respectifs de Sami Gerçan et André Fux. La scène dans laquelle ils apparaissent ressemble fortement à une cascade issue de l'épisode Les enfants du soleil d’Alerte Cobra. Il s'agit effectivement d'une scène recyclée en réutilisant les rush d'une cascade ratée. Au moment du tournage de l'épisode, la Porsche a atterri une première fois sur le toit. Il a donc fallu retourner la scène pour que la voiture atterrisse normalement sur ses roues. La deuxième prise fut la bonne et a été diffusée dans Alerte Cobra. La prise ratée a été réutilisée et remontée pour Le Clown.
- Dans l'épisode Un coin de paradis d’Alerte Cobra, un homme s’entraîne dans une salle de sport en regardant la télévision sur laquelle on voit un extrait de la série Le Clown. Plus tard, Le Clown rend la pareille à Alerte Cobra en montrant à son tour un extrait de cette série. Dans Le vautour, Max s'introduit dans une villa et arrive devant une télévision diffusant l'épisode Retour de flamme.
- Dans chaque épisode de la série, dans un contexte plus ou moins comique, on peut entendre Dobbs dire qu'il « dirige une entreprise sérieuse » en parlant de sa société de vols en hélicoptère. Parfois il y a une variante à ce gag. Par exemple, dans l'épisode Dernière mission, quand Max découvre qu'il a une nouvelle identité, Dobbs lui dit : « Max, ça veut dire que toi aussi tu pourrais avoir une entreprise sérieuse. »
- Dans l'épisode Opération risquée à la fin, Max est forcé de monter dans le BK-117 ( D-HECE ) de Medicopter. Ils ont du camoufler l’écriteau en rouge MEDICOPTER mais on peut quand même apercevoir les lettres C et O sur les grilles d'aération en haut de l'hélicoptère.
- Bien que l’action soit censée se dérouler à Düsseldorf, la série a majoritairement été tournée à Cologne. On aperçoit à de nombreuses reprises la cathédrale en arrière-plan. De plus, dans l’épisode "La tour en otage" de la saison 2, la tour de télévision utilisée est celle de Cologne.

## Audiences en France
Côté audiences, le 2 juillet 1999 sur M6, 2,58 millions de Français ont suivi le premier téléfilm, correspondant à 15 % du public. Les semaines suivantes, la série a pris le relais, offrant à la chaîne privée de belles audiences, grimpant jusqu’à 3,21 millions de fidèles et 18,2 % de part de marché (27 août 1999).